# LPAR3
Receptor lizofosfatidne kiseline 3 je protein koji je kod ljudi kodiran LPAR3 genom. 3 je G protein spregnuti receptor za koji se vezuje lipidni signalni molekul lizofosfatidna kiselina (LPA).

## Funkcija
Ovaj protein je član familije I G protein spregnutih receptora, kao i EDG familije. On funkcioniše kao ćelijski receptor za lizofosfatidnu kiselinu i podstiče mobilizaciju kalcijuma. Ovaj receptor se predominantno spreže sa G(q/11) alfa proteinima.

## Literatura
- Contos JJ, Ishii I, Chun J (2001). „Lysophosphatidic acid receptors.”. Mol. Pharmacol. 58 (6): 1188—96. PMID 11093753.
- Im, D. S.; Heise, C. E.; Harding, M. A.;  . (2000). „Molecular cloning and characterization of a lysophosphatidic acid receptor, Edg-7, expressed in prostate.”. Mol. Pharmacol. 57 (4): 753—9. PMID 10727522.
- Fitzgerald, L. R.; Dytko, G. M.; Sarau, H. M.;  . (2000). „Identification of an EDG7 variant, HOFNH30, a G-protein-coupled receptor for lysophosphatidic acid.”. Biochem. Biophys. Res. Commun. 273 (3): 805—10. PMID 10891327. doi:10.1006/bbrc.2000.2943.
- Tokumura, A.; J, Sinomiya; Kishimoto, S.;  . (2002). „Human platelets respond differentially to lysophosphatidic acids having a highly unsaturated fatty acyl group and alkyl ether-linked lysophosphatidic acids.”. Biochem. J. 365 (Pt 3): 617—28. PMC 1222725 . PMID 11982483. doi:10.1042/BJ20020348.
- Hama, K.; K, Bandoh; Kakehi, Y.;  . (2002). „Lysophosphatidic acid (LPA) receptors are activated differentially by biological fluids: possible role of LPA-binding proteins in activation of LPA receptors.”. FEBS Lett. 523 (1-3): 187—92. PMID 12123830. doi:10.1016/S0014-5793(02)02976-9.
- Strausberg, R. L.; Feingold, E. A.; Grouse, L. H.;  . (2003). „Generation and initial analysis of more than 15,000 full-length human and mouse cDNA sequences.”. Proc. Natl. Acad. Sci. U.S.A. 99 (26): 16899—903. PMC 139241 . PMID 12477932. doi:10.1073/pnas.242603899.
- Cremers, B.; M, Flesch; Kostenis, E.;  . (2003). „Modulation of myocardial contractility by lysophosphatidic acid (LPA).”. J. Mol. Cell. Cardiol. 35 (1): 71—80. PMID 12623301. doi:10.1016/S0022-2828(02)00279-1.
- Fujita, T.; S, Miyamoto; Onoyama, I.;  . (2003). „Expression of lysophosphatidic acid receptors and vascular endothelial growth factor mediating lysophosphatidic acid in the development of human ovarian cancer.”. Cancer Lett. 192 (2): 161—9. PMID 12668280. doi:10.1016/S0304-3835(02)00713-9.
- Jin Y, Knudsen E, Wang L, Maghazachi AA (2003). „Lysophosphatidic acid induces human natural killer cell chemotaxis and intracellular calcium mobilization.”. Eur. J. Immunol. 33 (8): 2083—9. PMID 12884281. doi:10.1002/eji.200323711.
- Xing Y, Ganji SH, Noh JW, Kamanna VS (2005). „Cell density-dependent expression of EDG family receptors and mesangial cell proliferation: role in lysophosphatidic acid-mediated cell growth.”. Am. J. Physiol. Renal Physiol. 287 (6): F1250—7. PMID 15292052. doi:10.1152/ajprenal.00342.2003.
- Gerhard, D. S.; Wagner, L.; Feingold, E. A.;  . (2004). „The status, quality, and expansion of the NIH full-length cDNA project: the Mammalian Gene Collection (MGC).”. Genome Res. 14 (10B): 2121—7. PMC 528928 . PMID 15489334. doi:10.1101/gr.2596504.

## Spoljašnje veze
- „Lysophospholipid Receptors: LPA3”. IUPHAR Database of Receptors and Ion Channels. International Union of Basic and Clinical Pharmacology. Архивирано из оригинала 03. 03. 2016. г.